# Kanton Gençay
Kanton Gençay (fr. Canton de Gençay) je francouzský kanton v departementu Vienne v regionu Poitou-Charentes. Skládá se z 10 obcí.

## Obce kantonu
- Brion
- Champagné-Saint-Hilaire
- Château-Garnier
- La Ferrière-Airoux
- Gençay
- Magné
- Saint-Maurice-la-Clouère
- Saint-Secondin
- Sommières-du-Clain
- Usson-du-Poitou